# Heşan
Heşan (armeniska: Աշան) är en ort i Azerbajdzjan.   Den ligger i distriktet Xocavənd Rayonu, i den centrala delen av landet, 250 km väster om huvudstaden Baku. Heşan ligger 745 meter över havet och antalet invånare är 588.
Terrängen runt Heşan är kuperad. Runt Heşan är det ganska tätbefolkat, med 52 invånare per kvadratkilometer.. Närmaste större samhälle är Müşkapat, 8,5 km söder om Heşan. 
Trakten runt Heşan består till största delen av jordbruksmark.